# 荒野の七人
『荒野の七人』（こうやのしちにん、The Magnificent Seven）は、1960年のアメリカ合衆国の西部劇映画。

## 概要
監督はジョン・スタージェス、ウィリアム・ロバーツが脚本、出演はユル・ブリンナーとスティーブ・マックイーンなど。黒澤明監督の日本映画『七人の侍』（1954年）の舞台を西部開拓時代のメキシコに移して描いたリメイク映画である。
イーライ・ウォラック率いる盗賊団からメキシコの小さな村を守るために雇われた7人のガンマンを演じている。
後に第二作『続・荒野の七人』（1966年）、第三作『新・荒野の七人 馬上の決闘』（1969年）、第四作『荒野の七人・真昼の決闘』（1972年）などの続編が制作された。また、2016年には本作のリメイクとなる『マグニフィセント・セブン』が公開された。

## あらすじ

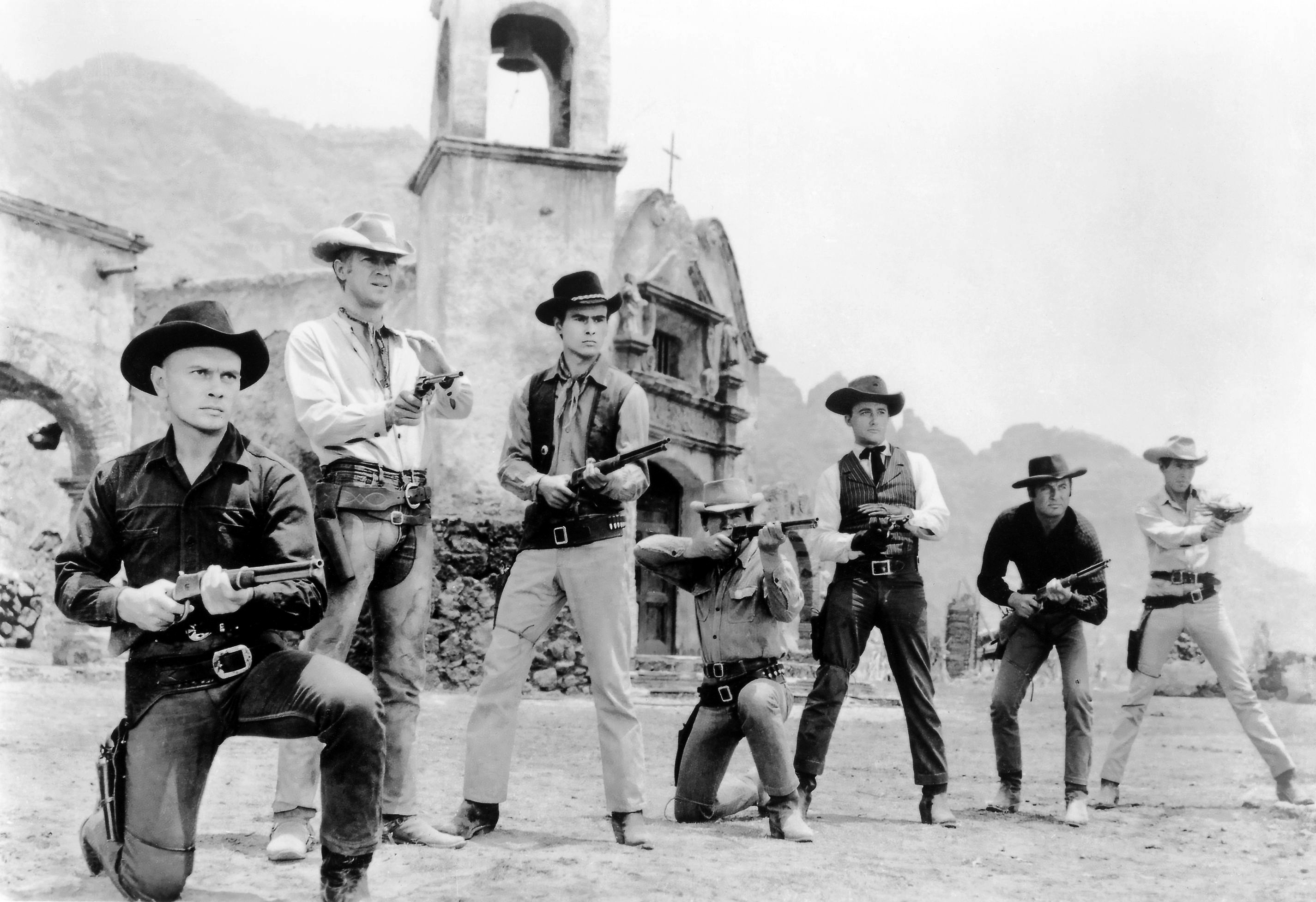
7人のガンマン

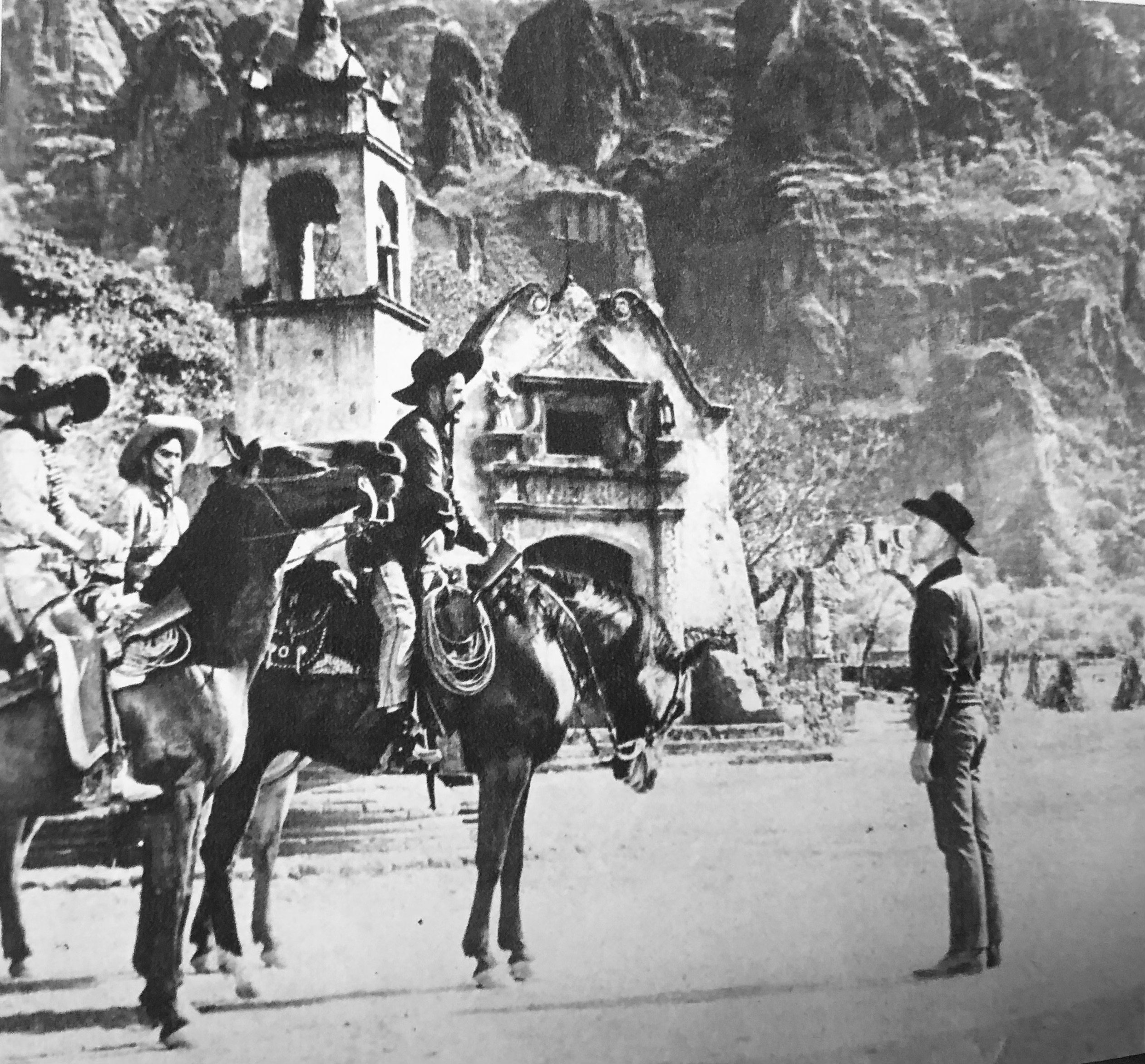
イーライ・ウォラック、ユル・ブリンナー

国境を越えたメキシコの寒村イズトラカンは、毎年刈り入れの時期にカルベラ率いる盗賊に作物を奪われ苦しんでいた。そして今年は作物ばかりか1人の村人が殺された。自分たちは耐えられても子どもたちにこの苦しみを与え続けるわけにはいかない。ミゲルは長老に相談し、盗賊と戦う銃を買うために金を出し合って、国境を越えてテキサスに向かった。
メキシコに近いテキサスの辺境の町では、行き倒れた先住民の死体を誰も葬らないので、見かねた行商人たちが葬式をしてやろうとしていたところだった。しかし町では先住民の埋葬が禁じられており、周囲は敵意むき出しの荒くれ者ばかりで、誰も霊柩車の御者を引き受けない。だが1人のガンマン・クリスが御者として名乗り出て、それを見たもう1人のガンマン・ヴィンが助っ人を買って出た。2人に共感するガンマン達からライフル銃と霊柩車の弁償代を借りたクリスとヴィンは、通りの窓や屋根からの狙撃者にすばやい銃さばきで弾を撃ちこみながら霊柩車で街を進み、墓地まで死体を運ぶ。そこで数名の住人たちに銃を突きつけられるも、2人はこれを難なく退けて先住民を埋葬し、町は歓声に包まれる。
ミゲルたちは、緊迫した状況なのに冷静に対処する2人の男を見て、その勇気にかけて「銃の買い方と撃ち方を教えてくれ」と懇願する。クリスは「銃を買うよりガンマンを雇った方が良い」と言って助っ人を引き受け、彼の人柄に惹かれたヴィンも協力を申し出る。だが1人2人のガンマンでは勝ち目がない。せめて7人のガンマンが必要だった。
村の全財産を持ってきたと言っても、1人わずか20ドルしか報酬はない。2人は町を探し回り、儲け話に目がない旧友ハリー、歴戦の強者である怪力のベルナルド、投げナイフの名人ブリット、凄腕の賞金稼ぎだが今は追われる身のリー、勝手についてきたガンマン志望の若者チコを仲間に加える。
20ドルの報酬で雇われた7人の凄腕ガンマン達は、村人たちとの交流を経て、カルベラ一味を迎え撃つ。予想外の戦力に対してカルベラたちは混乱し、村を襲うも7人のガンマンによって撃退される。一時は勝利したことで村人達が安堵し、楽観した雰囲気が広がる中、チコは村娘ペトラと惹かれあう。
しかし数度の小競り合いで引き上げるかに見えたカルベラ達が、是が非でも村から食料を奪わねばならないほど追い詰められている事が明らかになる。皆殺しを恐れた村長ヒラリオはカルベラへ降伏しての談合を決意し、ガンマンたちを裏切ってカルベラ一味を村に引き入れてしまう。
カルベラによって一時は村から追い払われた7人であったが、村人たちの苦渋の決断とカルベラ達から受けた侮辱に対し、村から盗賊を追い払うため壮絶な戦いに挑む。
決戦の後、生き延びたガンマン達に長老は「農民が勝った。農民は大地と共に永遠に生きていける。あなた達は大地の上を吹きすぎていく風だ。イナゴを吹き飛ばし、去っていく」と声をかける。クリスたちと旅立とうとしたチコだったがペトラのもとに駆けていき、農民として生きる事を決意する。仲睦まじく農作業をする彼らの姿に、クリスは長老の言った通り「勝ったのは俺たちではない。農民たちだ」と笑って、ヴィンと共に荒野へと去っていった。

## 登場人物

### ガンマン
村を守るために僅か20ドルという報酬で雇われたならず者たち。
原作『七人の侍』においては当初から農民に対する善意・義侠心・憐れみを持って（菊千代を除く）7人が村へと集結するものの、本作では7人それぞれに事情と思惑を持ちつつ、あくまで少額の礼金や食事を前提として7人が揃って盗賊と戦う。そしてそこから、ストーリーに添ってそれぞれの思惑と人となりが明らかになっていく。またオリジナルでは山塞の攻防で1人、菊千代の失態による不意打ちで1人、最終決戦で2人と徐々に侍が斃れていくのに対して、本作では7人全員で最終決戦に挑み、そこで4人が戦死する。
オリジナルではリーダーの勘兵衛の呟きと、戦いで死んだ仲間の侍の墳墓の映像で、暗い雰囲気の中で生き残った侍が立ち去っていくシーンで幕を下ろす。彼らが村に残るなどという選択肢はなく、戦国末期という時代の中で行き場を失っていく侍たちの姿が描かれる。しかし本作では、死んだ仲間の墓を描いた後にガンマンと長老がお互いを讃え、ねぎらい合いながらも、ガンマンが荒野に去っていく。共に暮らすという選択肢もある中、農民にはガンマンへの怯えが心底からはぬぐえず、またガンマンも、変えられない自分の生き方を悟り、お互いに一歩引いた結論を出したという描き方がされている。
クリス・アダムス
演 - ユル・ブリンナー
7人のリーダー格で、『七人の侍』の勘兵衛に相当するキャラクター。
冷静沈着な性格で、盗賊団と戦うための戦術から、他のガンマンや村人達のまとめ役となり、チームワークを乱す者に対しては決して容赦しない厳格さも見せる。黒ずくめの衣装やファニング撃ちなど、それまでの西部劇では悪役が行っていたような衣装や攻撃方法が特徴。
当初の構想では、年老いた南北戦争の敗残兵という、より原作の勘兵衛に近い人物設定だった。黒澤明も宮崎駿との対談で「ガンマンをならず者にしたのは失敗だった。南軍の元将校の方が良かった」と語っている。
幾度も合戦に出た勘兵衛と異なり、一ガンマンとしては腕利きだが、戦略的な活躍は少ない。これはオリジナルにおける「武士」が野武士も含めて全員（元農民の菊千代、初陣前の勝四郎を除いて）合戦経験を有するプロの兵士であるのに対し、本作における「ガンマン」は銃の技量に長けたならず者にすぎないためである。よってオリジナルで見られた村を要塞化したり、四方から騎馬で攻め込んだり、あえて村に野武士を招き入れて包囲するといった戦略的な要素は無く、戦闘シーンは双方とも正面からの撃ち合いに終始している。またオリジナルでは勘兵衛は菊千代の抜け駆けを厳しく叱責したのに対し、本作におけるチコの抜け駆けは特に咎められていないのも、クリス達が軍人ではなくただの「ならず者」である為である。
また勘兵衛は七郎次以外との面識はなく本編中で他の五名と知り合うが、本作のクリスは七郎次に相当するヴィンとは初対面な一方、ハリー、ブリット、リーとそれぞれ交友関係を持っている。
ヴィン
演 - スティーブ・マックイーン
7人のサブリーダー格で、五郎兵衛と七郎次に相当するキャラクター。女に関心をよせる描写は"菊千代"の要素も含まれている。
厳格で真面目なクリスに比べて軽妙洒脱なところがあり、しばしば冗談を言って場を和ませる。しかし、自分達のようなガンマンがもはや時代遅れである事を自覚しており、雑貨屋の店員などの手堅い職と安定した生活を望むなど、根はとても真面目な人格者。早撃ちの達人。
七郎次と異なり、クリスとは冒頭の葬儀への助っ人で知り合う。そして五郎兵衛と同様に、彼の人柄に惹かれて同行を申し出る。
最終決戦後まで生き残り、クリスと共に旅立っていった。
チコ
演 - ホルスト・ブッフホルツ
7人の最年少メンバーで、勝四郎と菊千代に相当するキャラクター。
クリスのガンマン募集で手を叩くテストを受けるが、クリスよりも早く手を叩くことが出来ないことを自ら悟ることで、一度はメンバー入りが却下される。しかし、メンバーが村へ移動している間に通りかかった川で泳ぐ魚を素手で何匹も捕まえることが出来、その実績とあきらめない気持ちを買われて仲間となる。ひたむきで純粋である反面、若さ故から感情的になりやすいところがある。実は農民の出で、彼らが真っ先に戦いの犠牲になっている事が身に染みているため、自分が憧れているガンマン、ひいては仲間達にもわだかまりを抱いている。
『七人の侍』の勝四郎と異なり、最後は村に残り、ペトラ達と共に生きる道を選ぶ。これは身分制度の存在する時代・社会が舞台のオリジナルにおいて「武士」は身分であるが､本作の舞台での「ガンマン」は身分ではないためである。ガンマンはいつでも農民になれるし、逆もまた然りである。だが､武士はそうはいかない。この違いも、前述の村娘との結末も含めてエンディングの描き方の相違となっている。

ベルナルド・オライリー
演 - チャールズ・ブロンソン
平八に相当するキャラクター。その出自に対するコンプレックスと子どもたちとの関係性は"菊千代"の要素も含まれている。
メキシコ人とアイルランド人の混血。それ故に自分の「ベルナルド」という名前を嫌っている。平八と同様に薪割りの下働きをしていたところを、ハリーから聞いたクリスにスカウトされる。
平八と異なり腕利きだが、特に愛想が良い訳ではない。しかし素朴で屈託の無く温かい人柄から、村の子供達に慕われる。
盗賊団の復讐を恐れた村人達によって7人が追われた際、自分達の親を弱虫で卑怯だと非難した子供の尻を叩き、「銃を持って戦うより土地と家族を守るほうがよほど勇気がいる。お前達の親は村と家族を守るために決断したのだから悪口を言ってはいけない」と叱った。
最終決戦では、助けに駆けつけた子供達に注意している際に隙を突かれ落命。最終決戦の最終段階で落命しており、七人のメンバーの中で落命した４人のうち最後の犠牲者であった。最後まで子供想いの心優しき人物であった。最終決戦後、殉職した4人の墓に向かって黙祷する子供達の姿が見られる。
原作では平八によって「戦にはこういうものがないと寂しい」と旗指し物が作られるが、本作ではそういった描写は無い。
ブリット
演 - ジェームズ・コバーン
久蔵に相当するキャラクターで、7人の中で最もオリジナルの役柄に忠実。
ナイフ投げの達人で、寡黙かつ求道的な孤高の男。カウボーイと決闘を繰り広げた際にクリスと再会し、一度は誘いを断るも夜には宿に訪れて一行に加わった。セリフは非常に少ないが、含蓄のある言葉や行動でチコから慕われる。
最終決戦では、敗走する敵の銃弾に倒れ、メンバーの中で３人目の犠牲者となるが、死の間際までナイフを投げる構えを崩さなかった。原作における久蔵は野武士の頭領に狙撃されて斃れる間際、刀を投げる事で射手の位置を報せて味方の勝利に繋げるが、ブリットの場合はあくまで最期まで戦う姿勢を示すという在り方で描かれた。

ハリー・ラック
演 - ブラッド・デクスター
原作に相当する役柄の無いオリジナルキャラクター（クリスの旧友という点では、一部だけ七郎次に該当する。また、7人のメンバーではないが、恩賞に執着する点では前半に宿場で勘兵衛の浪人集めの試験に合格するが百姓の頼みと聞いて参加を断る剣客＝演・山形勲もモデルにしていると思われる）。
山師でもあり、クリスが村の護衛を引き受けたのは「村の護衛に20ドルというのは建て前で、実は物凄い報酬がある」と思い込んで一行に加わった。クリスからは否定されたが、ひんぱんに村人へ鉱山や財宝のありかを尋ねては、村人たちが「アステカの財宝が近くの山にあるらしい」と噂しているのを聞き、ますます誤解を深めていった。
7人の中で一番現実的・ドライな性格で、村を追われたときは一旦6人と袂を分かつが、結局最終決戦では馬を走らせて彼らの元に駆けつけ、窮地から救い出す。しかし落馬の隙をつかれて銃弾を受け、クリスに看取られながら落命、7人のメンバーの中で最初の犠牲者となる。
今際の際まで報酬を気にかけており、クリスの「実は村には50万ドル相当の金があり、分け前は1人7万ドルだ」という話（クリスの心遣いから出た嘘）を聞いて、「来て良かった」と満足しながら息を引き取った。
リー
演 - ロバート・ヴォーン
相当する役柄の無いオリジナルキャラクター。
凄腕の賞金稼ぎでクールな皮肉屋。標的を仕留めた結果として追われる身となり、潜伏していたところをクリスに声をかけられ同行を決意する。
しかし、銃の腕前の衰えから自信を失い始め、自分が倒した敵の亡霊に怯える日々を送っており、守るべき対象である村人から逆に優しく励まされる事もあった。村を追われたときはクリスから誰にも借りがないからと離脱を許可されるも、「（借りは）自分にある」と死地を求めて村へ戻る。
最終決戦では、家の中に捕らわれていた村人を救うべくその家に単独で突入し、瞬時に三人の山賊を仕留め、捕らわれていた村人を解放する活躍を見せるが、その直後に隙をつかれて撃たれ絶命し、七人のメンバーの中で２人目の犠牲者となる。しかし彼が解放した村人たちによって形勢が逆転することになった。

### 盗賊団
カルベラ
演 - イーライ・ウォラック
35人の手下を率いる盗賊団の首領。毎年収穫の時期になると、村の食料を強奪していく。クリス達7人のガンマンと初めて対面した際には「（村人に）食い扶持残してやったばっかりにこんな悪党ども雇いやがって」と怒り、村の食料を強奪している事をクリスに咎められても「知らねえな。この商売でそこまで気にしていられるか」と発言し、村人を指して「（神は）羊には羊の役目があるからお作りになったんだぞ」と悪びれもせず言い切る。意外に律儀なところがあり、一旦村人を人質に取って7人のガンマンを追い出す際にも、銃を一時預かるだけでガンマン達が村を離れたら殺さずに銃を返却している。その後、村に戻って油断したところを7人の奇襲を受けて敗死。村に戻っても何のメリットもないクリス達がなぜ戻ってきたのか、疑問に思ったまま絶命する。

### 村人、他
オリジナルでは農民たちが落ち武者狩りをやっていた事が明らかになり、農民たちに幻滅した侍たちに菊千代が激昂するシーンがある。このシーンは農民たちが決して純朴で哀れな善人ではない（事実、映画冒頭で「落ち武者は殺せても野武士は殺せないのか？」と言うセリフも発されている）事を示すための描写だが、本作ではそういった描写は存在しない。そのかわり前述の村人による裏切りが発生するが、ガンマンたちは「家族や畑を守るための勇気ある決断」として農民を批判することはない。
原作では農民たちは最初から侍たちに村の防衛を依頼し、必要となったため侍と共に戦うことになるが、本作の農民たちは当初「自分たちで村を守るために銃を買う」ことを目的として街を訪れ、ガンマンたちへの依頼も銃の買い方と撃ち方を教えてもらうことだった。一方で農民たちはあくまでも「銃を手に立ち上がろうとするが、守られる立場」であり、原作と違ってクライマックスでの対決まで共闘することはない。
ペトラ
演 - ロゼンダ・モンテロス
志乃に相当するキャラクター。
イズトラカン村の若い娘で、ガンマン達に手篭めにされる事を恐れた父親によって男装させられている（志乃の父・万造に該当するキャラクターは直接登場しない）。やがてチコと惹かれあっていき、村に残ったチコと結ばれた。原作では父親がこれに激怒するが、本作では身分の違いが無いため特に咎められることもなく、これも原作で描かれた勝四郎との関係とは大きく異なる点である。
またオリジナルでは彼女以外の村娘は終盤まであまり登場しなかったが、本作では「山に隠れさせていた」という事で多くの村娘が登場した。
演じたロゼンダ・モンテロスは、メキシコロケの監修も兼任している。
ミゲル
演 - ジョン・アロンゾ
利吉に相当するキャラクター。
長老の提案を受け、銃を購入しようとした際にクリスと出会い、村を守るガンマンを探すなど何かと協力する。
原作の利吉は妻を野武士にさらわれ、7人が野武士の山塞を先制攻撃した際に再会して……というくだりがあるが、本作では､そのエピソードは一切使われていない。
演じたアロンゾは、メキシコ人スタッフの通訳も兼任している。
長老
演 - ウラディーミル・ソコロフ
儀作に相当するキャラクター。
村の離れに住み、盗賊団を撃退するために銃を購入する事を勧める。原作では野武士の襲撃によって殺されるが、本作では生還する。最終決戦後、村を離れるクリスとヴィンを「大地を吹きあげ去っていく風」と評し、その旅立ちを見送った。
ヒラリオ
インストラカンの村長。ガンマンを信用できず、ミゲル達と対立するが、最終決戦ではガンマン・村人が共闘する姿を見て、自らも戦いに加わった。
ソテロ
インストラカンの村人。カルヴェラに村の手引きをする。
チャムリー
盗賊の人質となった子供を助ける勘兵衛の剃髪を行い袈裟や数珠を貸す僧侶に相当するキャラクター。
拳銃を買いに行った町でミゲルたちが出会った葬儀屋。黒人の遺体を霊柩馬車に乗せて埋葬すれば白人のならず者達に撃ち殺されてしまうため、躊躇していたところをクリスたちが霊柩馬車の運転を買って出た。

## キャスト
| 役名                   | 俳優                             | 日本語吹替                                                                                            | 日本語吹替                    | 日本語吹替                                                                                      | 日本語吹替 |
| 役名                   | 俳優                             | NETテレビ旧版                                                                                         | NETテレビ新版                 | スター・チャンネル版                                                                            | 機内上映版 |
| ---------------------- | -------------------------------- | --- | ----------------------------- | ----------------------------------------------------------------------------------------------- | ---------- |
| クリス・アダムス       | ユル・ブリンナー                 | 小林修                                                                                                | 小林修                        | 大塚芳忠                                                                                        | 麦人       |
| ヴィン                 | スティーブ・マックイーン         | 内海賢二                                                                                              | 内海賢二                      | 山寺宏一                                                                                        |            |
| チコ                   | ホルスト・ブッフホルツ           | 井上真樹夫                                                                                            | 井上真樹夫                    | 浪川大輔                                                                                        | 大塚芳忠   |
| ベルナルド・オライリー | チャールズ・ブロンソン           | 大塚周夫                                                                                              | 大塚周夫                      | 東地宏樹                                                                                        | 大塚明夫   |
| リー                   | ロバート・ヴォーン               | 矢島正明                                                                                              | 矢島正明                      | 平田広明                                                                                        |            |
| ハリー・ラック         | ブラッド・デクスター             | 森山周一郎                                                                                            |                               | 銀河万丈                                                                                        |            |
| ブリット               | ジェームズ・コバーン             | 小林清志                                                                                              | 小林清志                      | 小山力也                                                                                        |            |
| カルベラ               | イーライ・ウォラック             | 穂積隆信                                                                                              | 穂積隆信                      | 辻親八                                                                                          |            |
| ペトラ                 | ロゼンダ・モンテロス             | 岡本茉利                                                                                              |                               | うえだ星子                                                                                      |            |
| ミゲル                 | ジョン・アロンゾ                 | 山谷初男                                                                                              | 雨森雅司                      | 佐々木睦                                                                                        |            |
| 長老                   | ウラディーミル・ソコロフ         | 河村弘二                                                                                              |                               | 中博史                                                                                          |            |
| ヒラリオ               | ホルヘ・マルティネス・デ・オヨス | 保科三良                                                                                              |                               | 駒谷昌男                                                                                        |            |
| ソテロ                 | リコ・アラニス                   | 矢田耕司                                                                                              |                               | ふくまつ進紗                                                                                    |            |
| トマス                 | ペペ・ハーン                     | 中台祥浩                                                                                              |                               | 藤井啓輔                                                                                        |            |
| 村人                   | ナチヴィダト・ヴァシオ           | 加茂嘉久                                                                                              |                               |                                                                                                 |            |
| 男の子                 | マリオ・ナヴァロ                 | 野沢雅子                                                                                              |                               |                                                                                                 |            |
| ウォレス               | ロバート・J・ウィルク            | 中田浩二                                                                                              |                               |                                                                                                 |            |
| ヘンリー               | ヴァル・エイヴリー               | 大宮悌二                                                                                              |                               | 後藤哲夫                                                                                        |            |
| チャムリー             | ウィット・ビセル                 | 北村弘一                                                                                              |                               |                                                                                                 |            |
| 不明 その他            | N/A                              | 飯塚昭三 加藤修 石井敏郎 北山年夫 岡部政明 緑川稔 市川治 吉沢久嘉 浅井淑子 渡部猛 中島喜美栄 菅谷政子 |                               | 中司ゆう花 瑚海みどり 高階俊嗣 高岡瓶々 志賀麻登佳 板取政明 山本格 林和良 あべそういち 合田絵利 | 重松朋     |
|                        |                                  | |                               |                                                                                                 |            |
| 演出                   | 演出                             | 小林守夫                                                                                              |                               | 伊達康将                                                                                        |            |
| 翻訳                   | 翻訳                             | 木原たけし                                                                                            |                               | 杉田朋子                                                                                        |            |
| 効果                   | 効果                             | 芦田公雄 熊耳勉                                                                                       |                               |                                                                                                 |            |
| 調整                   | 調整                             | 前田仁信                                                                                              |                               |                                                                                                 |            |
| 制作                   | 制作                             | 東北新社                                                                                              |                               | 東北新社                                                                                        |            |
| 解説                   | 解説                             | 増田貴光                                                                                              | 淀川長治                      |                                                                                                 |            |
| 初回放送               | 初回放送                         | 1974年2月2日・9日 『土曜映画劇場』                                                                    | 1977年2月6日 『日曜洋画劇場』 | 2013年1月1日 『スター・チャンネル』                                                             |            |

- NETテレビ旧版は2時間半枠での再放送時カットされた箇所を同一声優で追加録音したものがDVD・BDに収録。（5.1chサラウンド音声）
- NETテレビ新版は旧版と[8]端役の一部と翻訳が異なっている。

## スタッフ
- 監督・製作：ジョン・スタージェス
- 製作総指揮：ウォルター・ミリッシュ
- 原作：『七人の侍』より
- 脚本：ウィリアム・ロバーツ（英語版）、ウォルター・ニューマン（英語版）（ノンクレジット）、ウォルター・バーンスタイン（英語版）（ノンクレジット）
- 音楽：エルマー・バーンスタイン
- 撮影：チャールズ・ラング
- 美術：エドワード・フィッツジェラルド
- 編集：フェリス・ウェブスター（英語版）
- 音響効果：ジャック・ソロモン（英語版）
- 共同プロデューサー：ルー・モーハイム（ドイツ語版）

### 日本語版
- ソフト版字幕：大野隆一
- BSプレミアム『プレミアムシネマ』版字幕：嶋田美樹（2020年7月24日放送分）

## 製作
- アメリカのプロデューサーであるウォルター・ミリッシュが東宝の権利許諾を得たリメイク作品で、続編やTVシリーズなど、後発作品も多数ある（作者である黒澤、小国、橋本は誰一人許可しておらず、黒澤はこの件で晩年まで東宝にクレームをつけ続けた。クレジットも”原作=東宝作品「七人の侍」”となっている）。後年、東宝はイタリアの無名の映画会社から『用心棒』のリメイク許諾を求める手紙を黒澤サイドに伝えることなく無視する。この会社は「無視=勝手にしろ」と判断し、リメイクするが、予想を超える世界的ヒットに黒澤サイドは座視できず、この会社を訴えるが、その訴訟の過程で東宝が許諾申請の手紙を握りつぶしていたことを知り、黒澤は東宝に猛烈な不信感を抱くようになり、専属契約を解除、『トラ・トラ・トラ!』の撮影も東宝のスタジオで行わないなど、禍根を残した。
- ユル・ブリンナーが『七人の侍』に感銘を受け製作したオマージュ色の強い作品のため、大まかなあらすじ・登場人物の設定・台詞などの多くが忠実に再現されている。但し、ロケ地や多数のキャストを使ったメキシコに配慮して（当時のメキシコ政府と何度も交渉した事がDVDのメイキングで明らかにされている）、初めから用心棒を雇うのではなく銃を購入するという村人の自主性を尊重したり、衣装の汚れがみすぼらしく映るのを避けるために敢えて衣装の汚れはなくすなどの工夫・変更点が見られる。
- 当初の構想では、監督をユル・ブリンナー、製作をルー・モーハイム（ドイツ語版）、主演をアンソニー・クインが担当する予定だったが、スタッフ間の対立により現在のスタッフ・キャストに変更された。また、実際にはウォルター・ニューマンとウォルター・バーンスタインも脚本を手がけているが、共同脚本のクレジットを辞退したため、映画・ポスターでは脚本のクレジットはウィリアム・ロバーツ単独になっている。
- クリスはドッジシティ、ヴィンはトゥームストーンの出身である。二つの町は共にワイアット・アープが活躍した町であり、劇中でウインチェスターM92が使用される事から、両名は少年～青年時代にアープ兄弟を見ている事が暗示されている（『OK牧場の決闘』は1881年で、1892年より以前であるため）
- 最初に日本公開された時のポスターでは、ユル・ブリンナーが中心だったが、その後スティーブ・マックイーン、チャールズ・ブロンソンが有名になったことから、リバイバル公開のポスターではこの二人が前面に出ている。チャールズ・ブロンソンは映画では髭をはやしていないが、男性化粧品のCMのイメージが強かったため、髭が書き加えられた。
- 黒澤明はこの映画を見た後、監督のジョン・スタージェスに感謝の印として日本刀を贈った。
- 第2作『続・荒野の七人』（1966年）では、クリス役のユル・ブリンナー以外はキャストが交代あるいは新規の配役となっている。スティーブ・マックイーンに代わり、『ララミー牧場』のロバート・フラーがヴィン役を演じている。チコ役はジュリアン・マテオスが演じ、メキシコ人である本来の設定通りとなった（初代チコ役のホルスト・ブッフホルツはドイツ人）。カルヴェラ一味を倒し平和が訪れたイストラカンが、再びロルカ率いる山賊一味に襲われ、村人がいずこかへ連れ去られる事件が起きる。ガンマンを辞め村でペトラと暮らしていたチコは、二度と使うまいと封印していた拳銃を再び手にして立ち向かうが、善戦むなしく負傷した上に一味にさらわれてしまう。村を救えるのはクリスしかいないと考えたペトラは、町でクリス、ヴィンと再会し、窮状を訴える。同意したクリスは、町の刑務所から自分の死に場所を追い求めている男フランク、殺し屋として売り出し中に逮捕されたルイスの2人のガンマンを身銭を切って保釈し、スカウトする。更に、知り合いで女好きのコルビー、クリスを慕う村の青年マニュエルに救出されたチコを加えた7人で、ロルカ一味と対決するというストーリー。
- クリス役は、第3作『新・荒野の七人 馬上の決闘』（1969年）ではジョージ・ケネディに、第4作『荒野の七人・真昼の決闘』（1972年）ではリー・ヴァン・クリーフに交代された。
- SF映画『ウエストワールド』（1973年）では、ユル・ブリンナーがクリスの扮装そのままで、ガンマンのロボットを演じた。
- 1998年から2000年にかけて、アメリカでリメイク版TVシリーズが製作され、2シーズン全23話が放送された。キャストや役柄は当然ながら一新されているものの、クリスとヴィンが登場する（名前もそれぞれ改められ、クリス・ララビー、ヴィン・タナーとなる）。南北戦争終結直後のアメリカ南部が舞台となっており、パイロット版（第1話および2話）は、アンダーソン大佐率いる南軍の残党に目を付けられたネイティブアメリカン・セミノール族の村人が、村を守るためにクリス以下7人のガンマンを雇い、南軍残党と対決するというオリジナル映画版を彷彿とさせる話となっており、7人の出会いが描かれる。それ以降は、7人が住み着いた街の治安を守るために活躍する1話完結のドラマとなる。クリス（マイケル・ビーン）、ヴィン（エリック・クローズ）以外の5人のガンマンは、「野戦病院で医学の知識を身につけた黒人のナイフの達人」ネイサン・ジャクソン（リック・ワージー）、「クリスの親友で女好き」のバック・ウィルミントン（デイル・ミドキフ）、「村の子供に好かれるギャンブラー」エズラ・スタンディッシュ（アンソニー・スターク）、「過去の償いのために自分を律する元宣教師」ジョサイア・サンチェス（ロン・パールマン）、「本で読んだ西部に憧れて東部の町からやって来た未熟な若者」J.D.ダン（アンドリュー・カボビット）というように、それぞれオリジナル映画版の7人を彷彿とさせるキャラクターとなっている。また、オリジナルで7人の1人リーを演じたロバート・ヴォーンが、連邦判事オリン・W・トラビス役でゲスト出演している。
- エルマー・バーンスタインが書き上げたテーマ曲は、その後TV番組において「西部劇」または「アメリカ西部の広大な自然」をイメージさせるBGMとして多用されているため、世界中における知名度が高い。オリジナルのサウンドトラック版は1971年時点でキング・レコードより市販されている。
- ユル・ブリンナーは拳銃の扱いに慣れていなかったため、ガンマン的な演技はスティーブ・マックイーンが指導した。
- 1964年公開のイタリア映画『荒野の用心棒』は、当作の影響も受けているとの評がある[3]。
- 黒澤明は『七人の侍』の決戦シーンにおける雨について、「アメリカの西部劇では常に晴れている、だからこそ雨にしようと思いついた」と語っている。本作ではその言葉通り、西部劇らしい晴天下で決戦が繰り広げられた。

## 音楽

### サウンドトラック
音楽はエルマー・バーンスタインが担当し、オーケストラはレオ・シューケンとジャック・ヘイズが担当している。効果的にサポートする音楽に加え、銃撃戦の直前の緊張感あふれる静かな場面ではバルトークの管弦楽のための協奏曲第2楽章が引用されるなど、20世紀の交響曲への言及も含まれている。オリジナルのサウンドトラックは公開当時リリースされていない。

## 作品の評価

### 映画批評家によるレビュー
Rotten Tomatoesによれば、批評家の一致した見解は「『荒野の七人』はハリウッドスターの素晴らしいキャストで『七人の侍』を西部開拓時代に翻案しており、物語のテーマの豊かさを一切失っていない。」であり、43件の評論のうち高評価は88%にあたる38件で、平均して10点満点中7.91点を得ている。

### 受賞歴
第33回アカデミー賞のドラマ・コメディ映画音楽賞にノミネートされたが、受賞はならなかった。

### 後の作品への影響
続編として『続・荒野の七人』（1966年）、『新・荒野の七人 馬上の決闘』（1969年）、『荒野の七人・真昼の決闘』（1972年）が制作されたほか、2016年には本作のリメイクとなる『マグニフィセント・セブン』が公開された。